# エロマンガ (クイーンズランド州)
エロマンガ（Eromanga）は、オーストラリアクイーンズランド州のサウスウェスト・クイーンズランド地方、クイルピー郡にある小さな町である。2016年の国勢調査では、エロマンガの人口は119人だった。ただし、エロマンガに実際に住んでいるのは30〜40人である。

## 概要
クイーンズランド州南西のエロマンガ盆地の端に位置する内陸の町である。2006年国勢調査の時点で人口171人。「オーストラリアで最も海から遠い町」というキャッチコピーを使用しているが、実際のオーストラリア大陸の到達不能極からはかなり離れている。
白亜紀前期に形成された盆地からは石油が豊富に湧き出ており、また近隣からはオパール原石も産出されている。これらの鉱物資源、1860年代に来た開拓者の影響によるウシやヒツジなどの牧畜が町の主な産業である。
オーストラリア最大の恐竜である竜脚類のティタノサウルス類を含む恐竜の化石もここで発見されており、古生物学者の関心を集めている。

## 歴史
エロマンガという町の名前の由来は1860年代に遡る。この名前は、言語と方言は不明だが、「熱風の吹く平野」または「風の強い平野」を意味するアボリジニの言葉に由来すると考えられている。エロマンゴ (Erromango) / エロマンガ (Erromanga) は、ニューヘブリディーズ諸島の島の名前でもある。
エロマンガ郵便局は、1902年10月までに開設された（受け取り所は1892年から開設されていた）。
エロマンガ州立学校は、開校と閉校を繰り返している。
- 1897年7月5日に「エロマンガ仮設学校」として開校したが、1908年に閉校した。
- 1910年に「エロマンガ州立学校」として開校したが、1911年2月28日に閉校した。
- 1919年に再開し、1936年3月22日に閉校した。
- 1956年5月28日に再開し、1981年12月11日に閉校した。
- 1990年1月29日に再開した。

エロマンガの資産は、1928年にキース・ペグラー、モンラー・ステーションによって最初に作られ、現在は3世代後の農家に保管されている。 町の中心部から南に11kmに位置するこの施設は、もともとキース・ペグラーの羊牧場であり、ロス・ペグラーから、現在のスコット・ペグラーに渡された。この施設は長年にわたって干ばつから洪水に至るまで多くの自然災害に苦しんだ。最近は史上最長の干ばつであり、ほとんど雨が降っていない。

## 生活
エロマンガ州立学校は、ドナルドストリート（南緯26度40分10秒 東経143度16分08秒 / 南緯26.669308度 東経143.268804度）にある政府の小学校である。2010年から2013年の間に、学校には5〜6人の生徒が在籍していた。すべての生徒には個別の学習計画がある。1人の常任教員、補助教員（コミュニティによって資金の一部が提供されている）、および他の学校からの訪問教員がいる。
クイーンズランド州女性協会のエロマンガ支部が、ディーコン通りとドナルド通りの角にある。

## マンガとの関わり
町の名前がエロ漫画という単語に似ているため、アニメ『ニニンがシノブ伝』の2話、『サムライフラメンコ』の18話、そしてライトノベル/アニメ『エロマンガ先生』で言及された。